# Ronda 1 de GP2 Series de 2011
A Primeira Rodada da Temporada da GP2 Series de 2011 aconteceu no Istanbul Park, na cidade turca de Istambul. Aconteceu entre 6 e 8 de maio. A Primeira Corrida foi vencida pelo francês Romain Grosjean e a segunda monegasco Stefano Coletti.

## Classificatória
| Pos | No. | Piloto              | Time                    | Tempo    | Grid |
| --- | --- | ------------------- | ----------------------- | -------- | ---- |
| 1   | 11  | Romain Grosjean     | DAMS                    | 1:34.398 | 1    |
| 2   | 9   | Sam Bird            | iSport International    | 1:34.483 | 2    |
| 3   | 17  | Luca Filippi        | Super Nova Racing       | 1:34.709 | 3    |
| 4   | 5   | Jules Bianchi       | Lotus ART               | 1:34.784 | 4    |
| 5   | 7   | Dani Clos           | Racing Engineering      | 1:34.797 | 5    |
| 6   | 26  | Luiz Razia          | Team AirAsia            | 1:34.888 | 6    |
| 7   | 3   | Charles Pic         | Barwa Addax Team        | 1:34.954 | 7    |
| 8   | 27  | Davide Valsecchi    | Team AirAsia            | 1:34.975 | 181  |
| 9   | 8   | Christian Vietoris  | Racing Engineering      | 1:34.981 | 8    |
| 10  | 14  | Josef Král          | Arden International     | 1:35.050 | 9    |
| 11  | 24  | Max Chilton         | Carlin                  | 1:35.110 | 10   |
| 12  | 4   | Giedo van der Garde | Barwa Addax Team        | 1:35.140 | 11   |
| 13  | 15  | Jolyon Palmer       | Arden International     | 1:35.159 | 12   |
| 14  | 1   | Fabio Leimer        | Rapax                   | 1:35.164 | 13   |
| 15  | 21  | Stefano Coletti     | Trident Racing          | 1:35.182 | 14   |
| 16  | 23  | Johnny Cecotto, Jr. | Ocean Racing Technology | 1:35.360 | 15   |
| 17  | 19  | Davide Rigon        | Scuderia Coloni         | 1:35.369 | 16   |
| 18  | 10  | Marcus Ericsson     | iSport International    | 1:35.375 | 17   |
| 19  | 16  | Fairuz Fauzy        | Super Nova Racing       | 1:35.428 | 19   |
| 20  | 18  | Michael Herck       | Scuderia Coloni         | 1:35.545 | 20   |
| 21  | 12  | Pål Varhaug         | DAMS                    | 1:35.681 | 21   |
| 22  | 22  | Kevin Mirocha       | Ocean Racing Technology | 1:35.825 | 22   |
| 23  | 25  | Mikhail Aleshin     | Carlin                  | 1:35.873 | 2    |
| 24  | 6   | Esteban Gutiérrez   | Lotus ART               | 1:35.973 | 23   |
| 25  | 2   | Julián Leal         | Rapax                   | 1:36.168 | 24   |
| 26  | 20  | Rodolfo González    | Trident Racing          | 1:36.187 | 25   |

## Primeira Corrida
| Pos                                                                    | No. | Piloto              | Time                    | Voltas | Tempo      | Grid | Pontos |
| ---------------------------------------------------------------------- | --- | ------------------- | ----------------------- | ------ | ---------- | ---- | ------ |
| 1                                                                      | 11  | Romain Grosjean     | DAMS                    | 32     | 57:09.999  | 1    | 10+2   |
| 2                                                                      | 9   | Sam Bird            | iSport International    | 32     | +0.332     | 2    | 8+1    |
| 3                                                                      | 5   | Jules Bianchi       | Lotus ART               | 32     | +35.856    | 4    | 6      |
| 4                                                                      | 4   | Giedo van der Garde | Barwa Addax Team        | 32     | +45.933    | 11   | 5      |
| 5                                                                      | 21  | Stefano Coletti     | Trident Racing          | 32     | +52.280    | 14   | 4      |
| 6                                                                      | 26  | Luiz Razia          | Team AirAsia            | 32     | +52.866    | 6    | 3      |
| 7                                                                      | 3   | Charles Pic         | Barwa Addax Team        | 32     | +1:03.117  | 7    | 2      |
| 8                                                                      | 7   | Dani Clos           | Racing Engineering      | 32     | +1:11.822  | 5    | 1      |
| 9                                                                      | 10  | Marcus Ericsson     | iSport International    | 32     | +1:12.913  | 17   |        |
| 10                                                                     | 19  | Davide Rigon        | Scuderia Coloni         | 32     | +1:15.636  | 16   |        |
| 11                                                                     | 8   | Christian Vietoris  | Racing Engineering      | 32     | +1:20.559  | 8    |        |
| 12                                                                     | 16  | Fairuz Fauzy        | Super Nova Racing       | 32     | +1:26.007  | 19   |        |
| 13                                                                     | 14  | Josef Král          | Arden International     | 32     | +1:31.885  | 9    |        |
| 14                                                                     | 18  | Michael Herck       | Scuderia Coloni         | 32     | +1:43.492  | 20   |        |
| 15                                                                     | 22  | Kevin Mirocha       | Ocean Racing Technology | 31     | Se Retirou | 22   |        |
| 16                                                                     | 27  | Davide Valsecchi    | Team AirAsia            | 31     | +1 volta   | 18   |        |
| 17                                                                     | 15  | Jolyon Palmer       | Arden International     | 31     | +1 volta   | 12   |        |
| 18                                                                     | 12  | Pål Varhaug         | DAMS                    | 31     | +1 volta   | 21   |        |
| 19                                                                     | 2   | Julián Leal         | Rapax                   | 31     | +1 volta   | 24   |        |
| Ret                                                                    | 20  | Rodolfo González    | Trident Racing          | 16     | Se Retirou | 25   |        |
| Ret                                                                    | 17  | Luca Filippi        | Super Nova Racing       | 15     | Se Retirou | 3    |        |
| Ret                                                                    | 23  | Johnny Cecotto, Jr. | Ocean Racing Technology | 14     | Se Retirou | 15   |        |
| Ret                                                                    | 24  | Max Chilton         | Carlin                  | 0      | Se Retirou | 10   |        |
| Ret                                                                    | 1   | Fabio Leimer        | Rapax                   | 0      | Se Retiou  | 13   |        |
| Ret                                                                    | 6   | Esteban Gutiérrez   | Lotus ART               | 0      | Se Retirou | 23   |        |
| DNS                                                                    | 25  | Mikhail Aleshin     | Carlin                  |        | Não Partiu |      |        |
| Volta mais rápida: Sam Bird (iSport International) 1:37.580 (volta 18) |     |                     |                         |        |            |      |        |

## Segunda Corrida
| Pos                                                          | No. | Piloto              | Time                    | Laps | Tempo      | Grid | Pontos |
| ------------------------------------------------------------ | --- | ------------------- | ----------------------- | ---- | ---------- | ---- | ------ |
| 1                                                            | 21  | Stefano Coletti     | Trident Racing          | 23   | 41:40.571  | 4    | 6      |
| 2                                                            | 4   | Giedo van der Garde | Barwa Addax Team        | 23   | +2.184     | 5    | 5      |
| 3                                                            | 9   | Sam Bird            | iSport International    | 23   | +2.756     | 7    | 4      |
| 4                                                            | 3   | Charles Pic         | Barwa Addax Team        | 23   | +3.243     | 2    | 3      |
| 5                                                            | 16  | Fairuz Fauzy        | Super Nova Racing       | 23   | +3.502     | 12   | 2      |
| 6                                                            | 14  | Josef Král          | Arden International     | 23   | +5.038     | 13   | 1      |
| 7                                                            | 5   | Jules Bianchi       | Lotus ART               | 23   | +5.373     | 6    |        |
| 8                                                            | 10  | Marcus Ericsson     | iSport International    | 23   | +5.602     | 9    |        |
| 9                                                            | 15  | Jolyon Palmer       | Arden International     | 23   | +7.143     | 17   |        |
| 10                                                           | 11  | Romain Grosjean     | DAMS                    | 23   | +7.501     | 8    | 1      |
| 11                                                           | 6   | Esteban Gutiérrez   | Lotus ART               | 23   | +7.892     | 25   |        |
| 12                                                           | 18  | Michael Herck       | Scuderia Coloni         | 23   | +9.261     | 14   |        |
| 13                                                           | 23  | Johnny Cecotto, Jr. | Ocean Racing Technology | 23   | +10.697    | 22   |        |
| 14                                                           | 17  | Luca Filippi        | Super Nova Racing       | 23   | +11.862    | 21   |        |
| 15                                                           | 7   | Dani Clos           | Racing Engineering      | 23   | +12.140    | 1    |        |
| 16                                                           | 27  | Davide Valsecchi    | Team AirAsia            | 23   | +12.237    | 16   |        |
| 17                                                           | 24  | Max Chilton         | Carlin                  | 23   | +12.359    | 23   |        |
| 18                                                           | 26  | Luiz Razia          | Team AirAsia            | 23   | +12.826    | 3    |        |
| 19                                                           | 22  | Kevin Mirocha       | Ocean Racing Technology | 23   | +12.950    | 15   |        |
| 20                                                           | 1   | Fabio Leimer        | Rapax                   | 23   | +13.708    | 24   |        |
| 21                                                           | 12  | Pål Varhaug         | DAMS                    | 23   | +14.195    | 18   |        |
| 22                                                           | 20  | Rodolfo González    | Trident Racing          | 23   | +15.582    | 20   |        |
| Ret                                                          | 19  | Davide Rigon        | Scuderia Coloni         | 18   | Colisão    | 10   |        |
| Ret                                                          | 2   | Julián Leal         | Rapax                   | 18   | Colisão    | 19   |        |
| Ret                                                          | 8   | Christian Vietoris  | Racing Engineering      | 3    | Spun off   | 11   |        |
| DNS                                                          | 25  | Mikhail Aleshin     | Carlin                  |      | Não Partiu |      |        |
| Volta mais rápida: Romain Grosjean (DAMS) 1:38.442 (volta 6) |     |                     |                         |      |            |      |        |

## Classificação após a rodada
| Pos | Piloto              | Pontos |
| --- | ------------------- | ------ |
| 1   | Romain Grosjean     | 13     |
| 2   | Sam Bird            | 13     |
| 3   | Stefano Coletti     | 10     |
| 4   | Giedo van der Garde | 10     |
| 5   | Jules Bianchi       | 6      |

| Pos | Time                 | Pontos |
| --- | -------------------- | ------ |
| 1   | Barwa Addax Team     | 15     |
| 2   | DAMS                 | 13     |
| 3   | iSport International | 13     |
| 4   | Trident Racing       | 10     |
| 5   | Lotus ART            | 6      |